# Yagi-Uda-Antenne

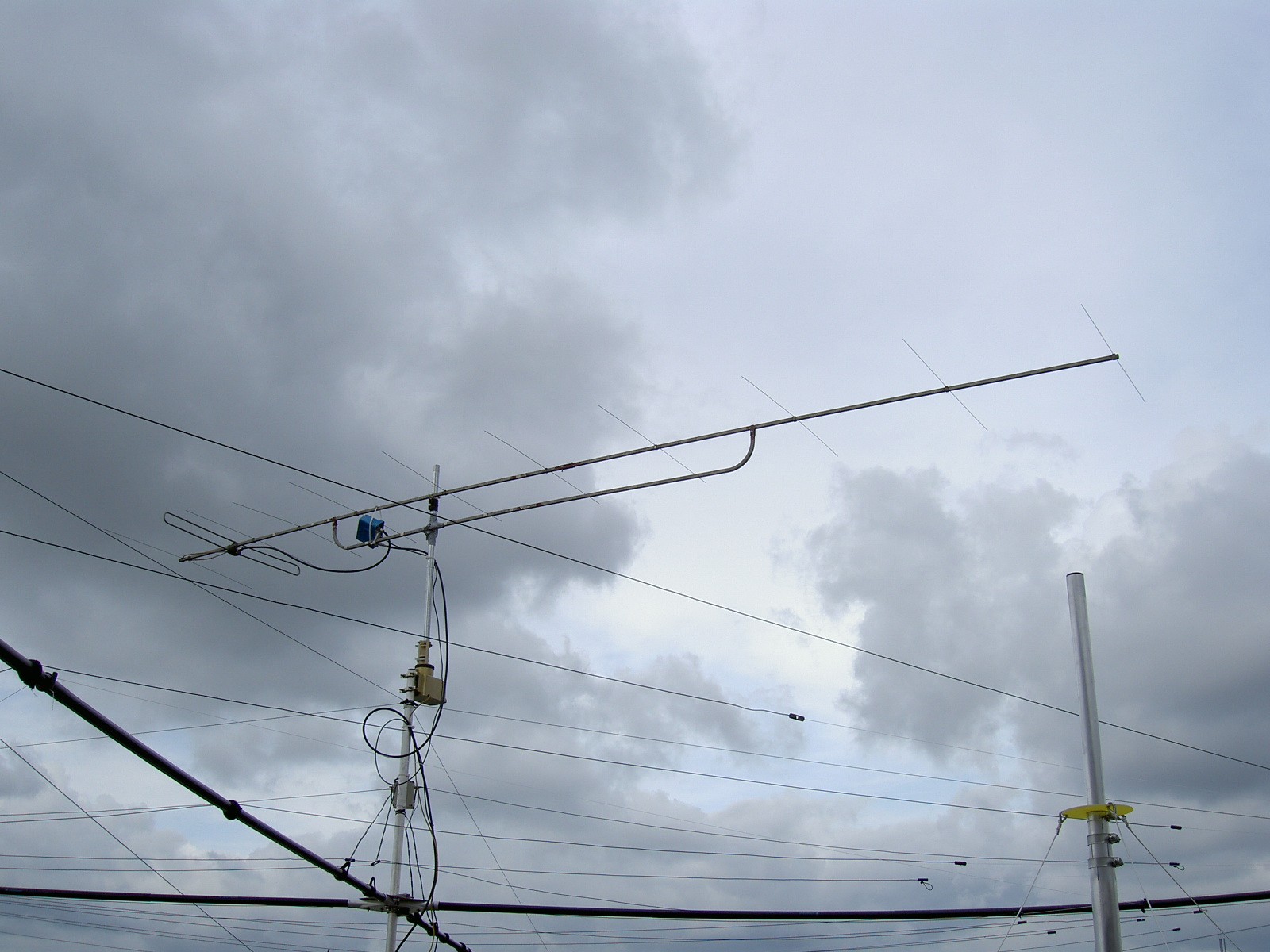
Lang-Yagi-Uda-Antenne für das Zwei-Meter-Amateurfunkband

Struktur einer Yagi-Uda-Antenne, R: Reflektor, A: Strahler, D: Direktor (Strahlungsrichtung nach rechts)

Eine Yagi-Uda-Antenne, die häufige Bezeichnung ist Yagi-Antenne, ist eine Richtantenne zum Empfang oder zum Senden elektromagnetischer Wellen im Bereich von etwa 10 MHz bis rund 2500 MHz. Sie besteht aus einem gespeisten Dipol, einer Reihe von Direktoren vor und meist einem Reflektor hinter dem Dipol. Sie gehört zu den verbreitetsten Antennenformen für den terrestrischen Fernsehempfang.

## Geschichte
Die Yagi-Uda-Antenne wurde ab 1924 von den Japanern Hidetsugu Yagi und Shintaro Uda entwickelt. 1926 veröffentlichten sie die erste Beschreibung in einer japanischen Zeitschrift. Im Juni 1928 wurde in den USA ein englischer Artikel von Yagi veröffentlicht, sodass die Antenne im deutschen Sprachraum meist nur Hidetsugu Yagis Namen trug. Während das japanische Patent beide Erfinder aufführt, nennen die Grundpatente für andere Länder nur Yagi als Erfinder. Der Name Yagi-Uda-Antenne wird nur selten verwendet. 1930 wurde ein Gerät mit Yagi-Uda-Antenne, das auf einer Wellenlänge von 45 cm Verbindungen über 20 km ermöglichte, auf einer Weltausstellung in Belgien gezeigt. Im Zweiten Weltkrieg wurden Yagi-Antennen, teilweise mit Parabolspiegeln, für Radar eingesetzt. Rasch wurde die  Bauform in Europa und Nordamerika kommerziell verwertet und verbreitete sich auch im Amateurfunk wegen ihrer selbstbautauglichen Konstruktionsweise bei gutem Antennengewinn. Anfang der 1950er-Jahre wurde die Bauform für Randgebiete des Empfangsgebiets von Fernsehsendern beliebt.

## Aufbau

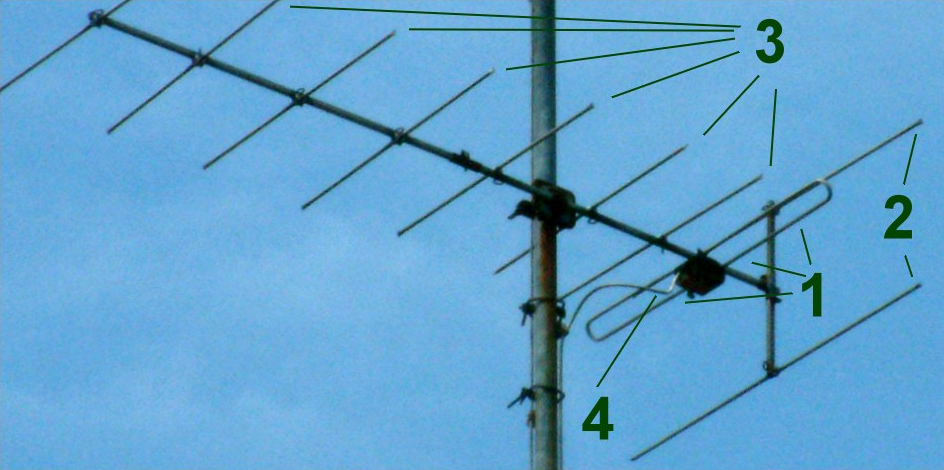
Faltdipol und passive Elemente (siehe Text)

Charakteristisch für die Yagi-Uda-Antenne ist ein Dipol, der durch mindestens einen oder eine Reihe von Direktoren und ggf. Reflektoren eine Richtwirkung erhält.
Der Dipol (1), im Bild rechts als Faltdipol ausgeführt, wird über das Antennenkabel (4) gespeist. Der Dipol hat eine Länge von knapp einer halben Wellenlänge (λ/2) der zu empfangenden Funkwellen. Sie ist wegen dessen Dicke etwas kleiner als λ/2 im Vakuum. Die Direktoren (3) sind etwas kürzer, die Reflektoren (2) etwas länger als der Dipol. Dipol, Reflektor und Direktoren sind nicht elektrisch verbunden, sondern nur über das elektromagnetische Feld gekoppelt. Sie können jedoch in der Mitte der Elemente auf einem gemeinsamen leitenden Trägerstab montiert werden, weil dort Spannungsknoten liegen. Der Abstand zwischen Reflektor(en) und Dipol beträgt ca. 0,15…25 λ, vom Dipol zum ersten Direktor ist der Abstand oft geringer. Etwa der erste Direktor und der Dipol bilden zusammen das sogenannte Strahlungszentrum, daher ist der Reflektorabstand des Dipoles geringer als λ/4. Durch Variation von Elementlängen und -abstand kann der Gewinn auf Kosten der Bandbreite verbessert werden oder umgekehrt. Die Bandbreite kann auch durch dickere Elemente zulasten des Gewinns gesteigert werden.

## Eigenschaften

Zusammenhang zwischen Antennenlänge und Antennengewinn

Die Gesamtlänge der Antenne bestimmt die Verstärkung und Richtwirkung. Die geeignete Wahl der Parameter Länge, Abstand, Durchmesser und Anzahl der Direktoren optimiert die Antenneneigenschaften. Eine dreielementige Yagi-Uda-Antenne der Länge 0,3 λ liefert einen Antennengewinn von 4–8 dBd. Bei einer Länge von 4 λ (15–30 Direktoren) verstärkt sie mit ca. 15 dBi und erreicht einen Öffnungswinkel kleiner 40°. Bei Einzelantennen für den UHF-Bereich werden etwa 18 dBi erreicht und die praktische Obergrenze für den Antennengewinn liegt bei 20 dBi.
Durch das phasenrichtige Zusammenschalten mehrerer Einzelantennen zu einer Gruppenantenne (zum Beispiel vier Stück) können der Antennengewinn und die Richtwirkung noch weiter erhöht werden. Die Antennen müssen hierzu einen ausreichenden Abstand zueinander haben. Entscheidend hierbei ist die Antennenwirkfläche, die mit steigender Antennenlänge (Gewinn) steigt und für jede Einzelantenne wenig beeinträchtigt sein sollte.
Der Strahlungswiderstand, der für die richtige Anpassung bedeutsam ist, hängt insbesondere vom Abstand des Dipols zum ersten Direktor und zum Reflektor ab. Im Amateurfunkbereich wird eine Impedanz von 50 Ω oder 28 Ω (Anpassung an das 50-Ohm-Kabel über Impedanztransformator, zum Beispiel eine λ/4-Leitung 37 Ω) angestrebt, bei Rundfunkantennen sind es 240…300 Ω (Faltdipol) bzw. 75 Ω (aufgetrennter Dipol bzw. Koaxialkabel nach Balun).

## Arbeitsweise

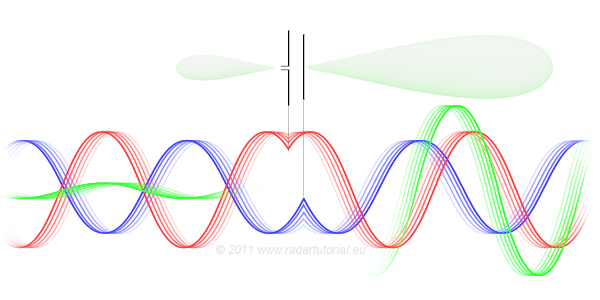
Die Schwingungen des Erregers (in Rot) überlagern sich mit den Schwingungen des 1. Direktors als parasitären Strahler (in Blau) zu einer gemeinsamen Wanderwelle (in Grün), die in einer Richtung verstärkt, in der anderen abgeschwächt wird.

Der aktive Dipol erregt die parasitären Elemente, also den Reflektor und die Direktoren. Die parasitären Elemente wirken ebenfalls als Strahler, die allerdings phasenverschoben zum aktiven Dipol strahlen. Durch die vom Dipol abweichende (resonante) Länge ergeben sich induktive bzw. kapazitive Verhaltensweisen, mit entsprechenden Phasenverschiebungen der Ströme in den Elementen. Die Phasenverschiebung wird so nicht nur durch die Laufzeit zu der Elementposition auf dem Längsträger (dem sogenannten Boom), sondern auch durch die Länge des Elementes bestimmt. Die Schwingung des Erregers wird von Direktor zu Direktor weitergereicht. Die Verzögerung von Direktor zu Direktor stellt sich als Phasengeschwindigkeit dar, die abhängig von dem Verhältnis der geometrischen Antennenlänge zur Wellenlänge das etwa 0,7- bis 0,98-Fache der Lichtgeschwindigkeit erreicht.
Das Fernfeld der Yagi-Antenne entsteht letztlich aus der richtungsabhängigen und phasenabhängigen Überlagerung der Strahlungsanteile aller Elemente der Yagi-Uda-Antenne. In Richtung des Booms (vorwärts) überlagern sich die Feldanteile konstruktiv (ergänzend), rechts und links davon ist die Überlagerung dagegen mit steigendem Winkel schnell destruktiv (auslöschend), wodurch sich die gewünschte Vorzugsrichtung ergibt.
In der einschlägigen Fachliteratur finden sich verschiedene Angaben für ein „Optimaldesign“, die jeweils unterschiedliche Abstufungen der Elementlängen und Abstände vorschlagen. In Experimenten konnte hier nachgewiesen werden, dass geringe kontinuierliche Längen- und Abstandsvariationen zu höheren Gewinnen führen als bei einfacher Ergänzung „kurzer“ Antennen mit weiteren Elementen gleicher Länge und gleichem Abstand. Zurückgeführt wurde dies auf die Betrachtung der Yagi-Uda-Antenne als „Wellenleiterstruktur“, auf der sich (ausgehend vom gespeisten Dipolelement) eine Wanderwelle in Richtung Antennenspitze ausbreitet. Die Elementvariation soll hier laut Theorie einen verbesserten Übergang zum Freiraum herstellen.

## Einsatzgebiet

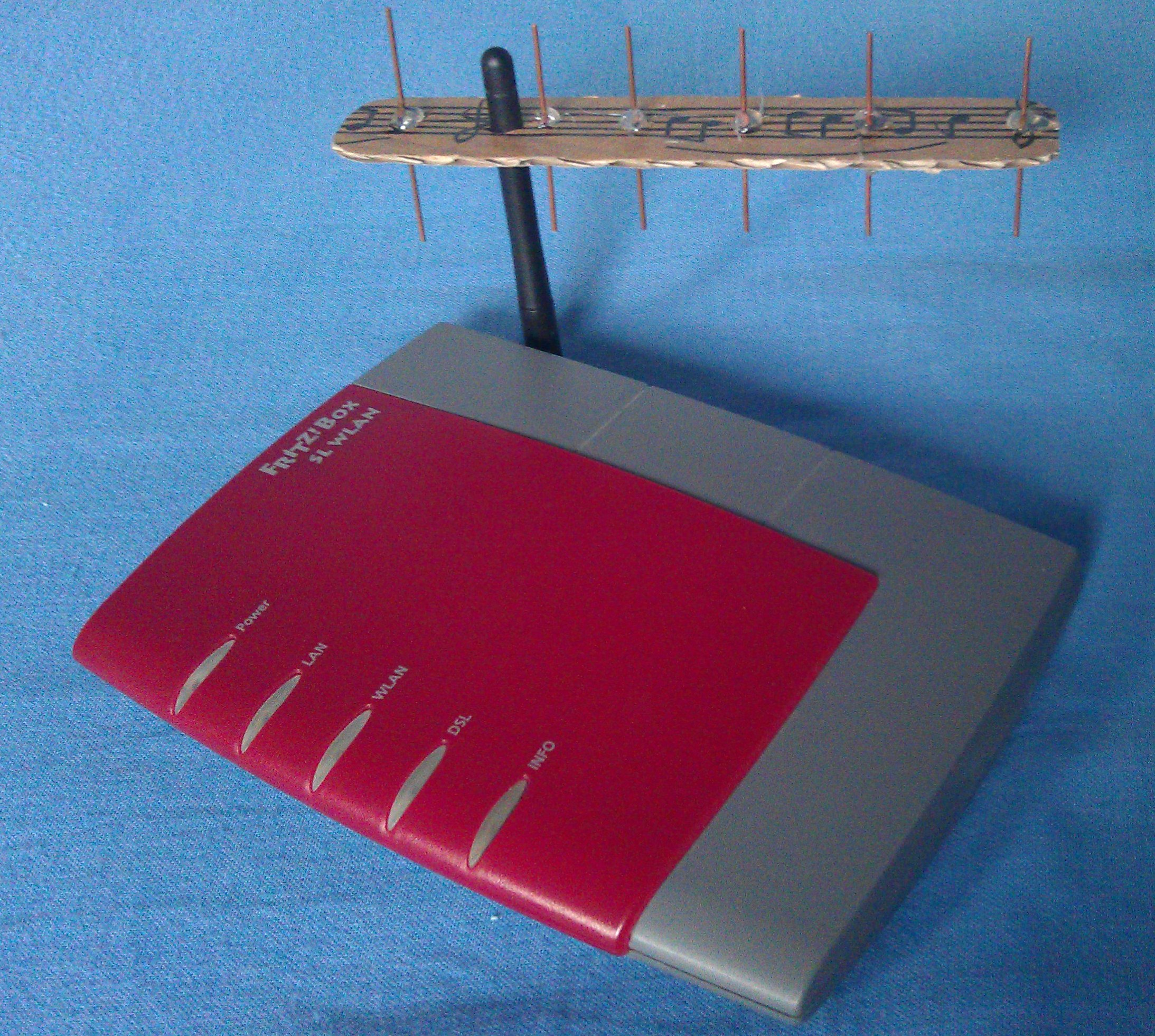
Selbst gebaute Yagi-Uda-Antenne für die Verbesserung einer WLAN-Verbindung.
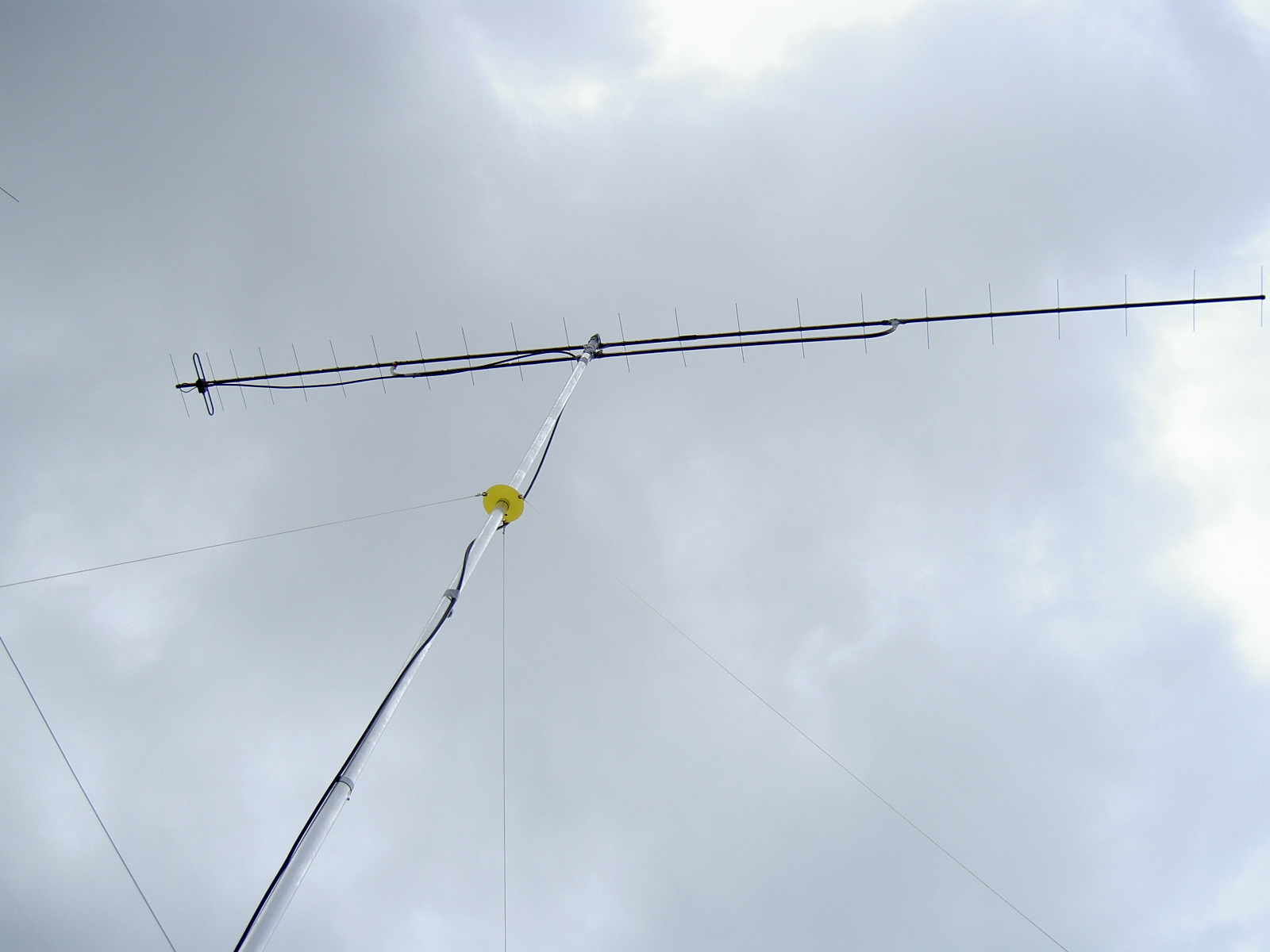
Lang-Yagi-Uda-Antenne für das 70-cm-Amateurfunk-Band.
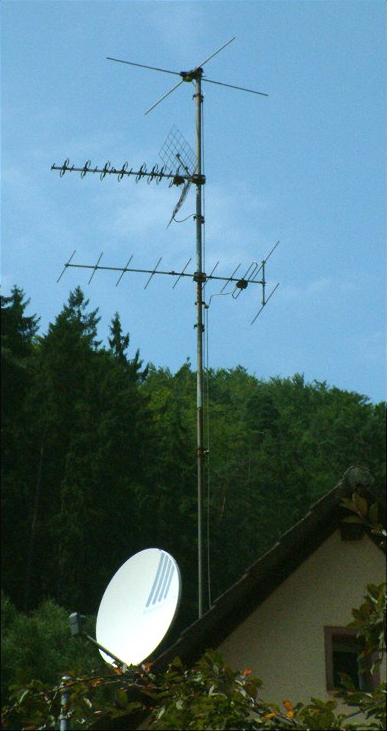
Zwei Yagi-Uda-Hausantennen für den Fernsehempfang (Mitte). Der Reflektor der oberen Yagi-Antenne ist als Gitter ausgeführt.
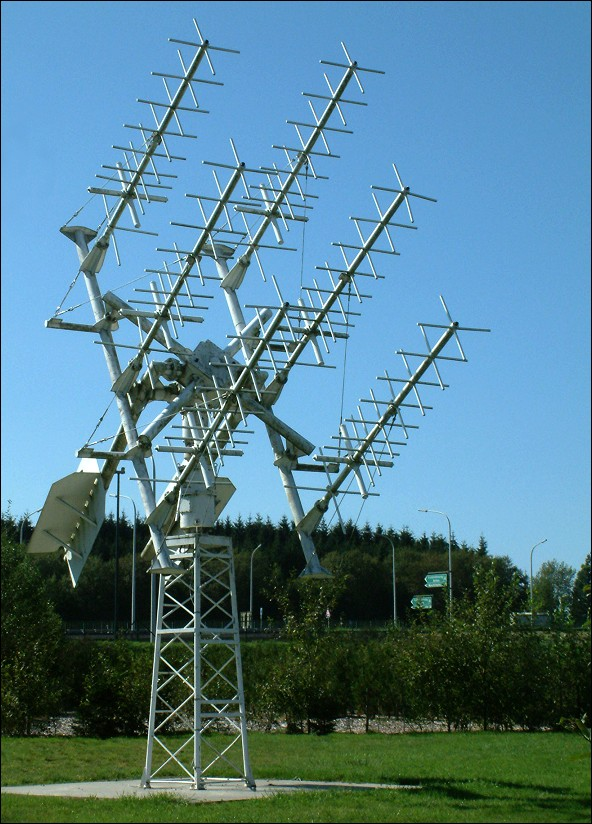
Antennenarray aus sechs Yagi-Uda-Antennen mit Kreuzdipol (2 m/137 MHz) für Kommunikation mit Satelliten.
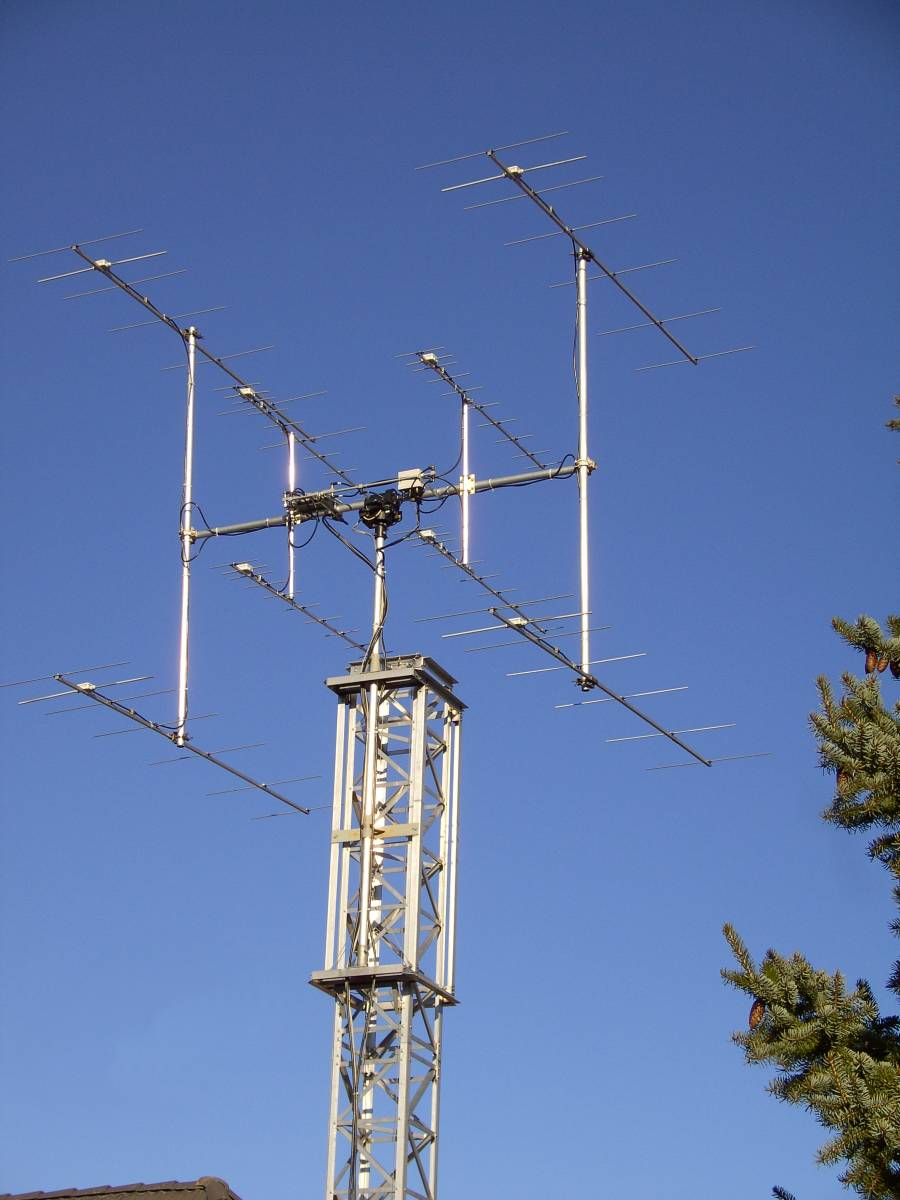
Yagi-Gruppenantenne, für Erde-Mond-Erde-Verbindungen

Yagi-Uda-Antennen können auch bei hohen Frequenzen bis ca. 2,5 GHz verwendet werden, so zum Beispiel für den Empfang von Meteosat bei 1,69 GHz. Dafür kommen Antennen mit bis zu 30 Elementen und Antennengewinnen von bis zu 16 dBd zum Einsatz. 2020 stellten Physiker der Universität Würzburg eine Yagi-Uda-Antenne mit 0,8 Mikrometer Länge zur Abstrahlung von Infrarot-Lichtwellen vor. Oberhalb von etwa 2 GHz können die gewünschten Abstrahleigenschaften jedoch mit anderen Antennentypen, beispielsweise Hornstrahlern, besser erreicht werden.
Funkamateure verwenden oft drehbare Yagi-Uda-Antennen aus drei oder mehr Elementen in den Wellenbereichen von 0,1 m bis 40 m (3 GHz bis 7,5 MHz). Yagi-Uda-Antennen für größere Wellenlängen sind selten, weil die Elemente dann sehr groß und schwer werden. Zudem erfordern solche Antennen wegen des Bodeneffektes eine Aufbauhöhe von wenigstens einer halben Wellenlänge. Des Weiteren werden alternative Bauformen wie der Hexbeam verwendet.
Im Amateurfunk gibt es als spezielle Variante des Prinzips auch die Maria-Maluca-Antenne: Sie hat nur zwei Elemente, neben dem aktiven also ein parasitäres, und dieses wirkt je nach Frequenz entweder als Direktor oder als Reflektor.
Teilweise werden Yagi-Antennen auch im Kurzwellenrundfunk eingesetzt.